# Râul Durbav
Râul Durbav sau Râul Sânpetru este un curs de apă, afluent al râului Ghimbășel. Acesta este un adevărat ecosistem mai ales în zona deltei sale. Albia acestuia este adăpostul multor animale (Iepuri, vulpi, căprioare, broaște, rațe, rândunici, ciori, vrăbii, șopârle și șerpi).

## Hărți
- Harta Județului Brașov
- Harta Munților Postăvaru  Arhivat în 3 august 2008, la Wayback Machine.